# 特撮映画
特撮映画（）は、特撮（特殊撮影）を主眼にした映画のこと。主にそういう技術を目玉にした怪獣映画、SF映画、戦争映画を指す。ジャンルを問わず特撮を用いた作品全般の総称として幻想映画という呼称も存在した。
ただ、この呼称は次第に使われなくなっている。現在、ほぼ全ての商業映画において映像素材に手が加えられており、こうした技術を前面に出した呼称で作品を売ることは少なくなっている。
また、特撮という言葉が技術よりもジャンルとして定着した事で、着ぐるみやミニチュア撮影を使った作品という偏見が定着しており、SFXを使用した海外の大作映画を特撮映画と呼ぶ事は慣例として少なくなった（特撮の項参照）。
戦前の『ロストワールド』や『キング・コング』に始まり、CG（コンピュータグラフィックス）映像作品に取って代わられるまではアナログな手作り作業で多くの作品が作られた。多くの特撮技術や特撮映画を生み出した特撮監督レイ・ハリーハウゼンは「特撮の神様」と呼ばれ、後の世界中の作品に大きな影響を与えた。

## 各国の特撮映画

### アメリカ
西部劇『大列車強盗』（1903年）は、最初の本格的な特撮作品とされる。1933年、オプティカル・プリンターやミニチュアなど，様々な方法を組み合わせて『キング・コング』が作られた。この映画の監督のウィリス・オブライエンが創始したモデル・アニメーション特撮と呼ばれる方式は、オブライエンの弟子のレイ・ハリーハウゼンらにひきつがれていった。

#### 代表的なアメリカの特撮映画
「Category:アメリカ合衆国の特撮映画」も参照
- キング・コング（1933年）
- 原子怪獣現わる（1953年）
- 水爆と深海の生物（1955年）
- ミクロの決死圏（1966年）
- 2001年宇宙の旅（1968年） 
  - 2010年（1984年）
- 猿の惑星シリーズ（1968年 - ）
- 未知との遭遇（1977年）
- スター・ウォーズシリーズ（1977年 - ）
- アルマゲドン（1998年）

### イギリス

#### 代表的なイギリスの特撮映画
「Category:イギリスの特撮映画」も参照
- 怪獣ゴルゴ（1961年）
- 人類SOS!（1962年）

### ドイツ

#### 代表的なドイツの特撮映画
- メトロポリス（1927年）

### 日本
日本の特撮映画は、第二次世界大戦中の戦意高揚映画に始まる。「特撮の神様」円谷英二は第二次世界大戦前に映画界でカメラマンとして働いていたが、映画『キング・コング』に出会い、同作に使用されている特殊撮影技術に興味を惹かれ、その研究に没頭した。戦時中はその経験を活かし、戦争映画とくに空戦ものを多数制作した。そのため彼は戦後に公職追放の処分を受けたが、公職追放が解けると映画『ゴジラ』の制作に特撮監督として参加し、その後のSF映画・怪獣映画・特撮テレビシリーズといった日本の特撮の礎を築いた。

#### 代表的な日本の特撮映画
「Category:日本の特撮映画」も参照

##### 怪獣映画などの怪獣を主に扱った作品
- ゴジラシリーズ（1954年 - ）
- モスラシリーズ（1961年 - ）
- ガメラシリーズ（1965年 - ）
- 大魔神シリーズ（1966年 - ）
- ウルトラシリーズ（1966年 - ）
- 空の大怪獣ラドン（1956年）
- 大怪獣バラン（1958年）
- 妖星ゴラス（1962年）
- 宇宙大怪獣ドゴラ（1964年）
- 海底軍艦（1963年）
- フランケンシュタイン対地底怪獣（1965年）
- フランケンシュタインの怪獣 サンダ対ガイラ（1966年）
- 怪竜大決戦（1966年）
- 大巨獣ガッパ（1967年）
- 宇宙大怪獣ギララ（1967年） - ギララの逆襲/洞爺湖サミット危機一発（2008年）
- キングコングの逆襲（1967年）
- ゲゾラ・ガニメ・カメーバ 決戦!南海の大怪獣（1970年）
- 怪獣大奮戦 ダイゴロウ対ゴリアス（1972年）
- 宇宙からのメッセージ（1978年）

##### 変身ヒーローなどのヒーローを主に扱った作品
- 仮面ライダーシリーズ（1971年 - ）
- スーパー戦隊シリーズ（1975年 - ）
- 東映スーパーヒーローフェア（1993年 - 1995年）

##### SF映画、パニック映画
- 白夫人の妖恋（1956年）
- 地球防衛軍（1957年）
- 宇宙大戦争（1959年）
- 日本誕生（1959年）
- 暴風圏[9]（1959年）
- 大坂城物語（1961年）
- 世界大戦争（1961年）
- 妖星ゴラス（1962年）
- 海底軍艦（1963年）
- 士魂魔道 大龍巻（1964年）
- 海底大戦争（1966年）
- 怪竜大決戦（1966年）
- ガンマー第3号 宇宙大作戦（1968年）
- 緯度0大作戦（1969年）
- コント55号 宇宙大冒険（1969年）
- 日本沈没 - 1973年の映画、2006年の映画
- ノストラダムスの大予言（1974年）
- エスパイ（1974年）
- 新幹線大爆破（1975年）
- 東京湾炎上（1975年）
- 惑星大戦争（1977年）
- 宇宙からのメッセージ（1978年）
- 火の鳥（1978年）
- 戦国自衛隊（1979年）
- 地震列島（1980年）
- 復活の日（1980年）
- さよならジュピター（1984年）
- テラ戦士ψ boy（1985年）
- 首都消失（1987年）
- 竹取物語（1987年）
- ガンヘッド（1989年）
- ヤマトタケル（1994年）
- SPACE BATTLESHIP ヤマト（2010年）
- 電人ザボーガー (映画)（2011年）
- THE NEXT GENERATION -パトレイバー（2014年 - 2015年）
- はたらく細胞（2024年）

##### 戦争映画
- ハワイ・マレー沖海戦（1942年）
- 太平洋の鷲（1953年）
- ハワイ・ミッドウェイ大海空戦 太平洋の嵐（1960年）
- 太平洋の翼（1963年）
- 青島要塞爆撃命令（1963年）
- 太平洋奇跡の作戦 キスカ（1965年）
- 日本海大海戦（1969年）
- 大空のサムライ（1976年）
- 連合艦隊（1981年）
- 零戦燃ゆ（1984年）
- ローレライ（2005年）

##### 怪人、怪物を主に扱った作品
- 透明人間現わる（1949年）
- 透明人間（1954年）
- 獣人雪男（1955年）
- 宇宙人東京に現わる（1956年）
- 透明人間と蝿男（1957年）
- 美女と液体人間（1958年）
- 電送人間（1960年）
- ガス人間第一号（1960年）
- マタンゴ（1963年）
- 吸血鬼ゴケミドロ（1968年）
- 江戸川乱歩全集 恐怖奇形人間（1969年）
- 怪猫トルコ風呂（1975年）
- グリーン・レクイエム（1988年）

##### 妖怪を主に扱った作品
- 妖怪百物語
- 妖怪大戦争
- 東海道お化け道中
- さくや妖怪伝
- 妖怪大戦争 (2005年版)
- ゲゲゲの鬼太郎 (実写映画シリーズ)
- 妖怪大戦争 ガーディアンズ